# Luilaksmurf heeft slaap
Luilaksmurf heeft slaap is het vijftiende stripalbum uit de reeks De Smurfen. Het album bevat de verhalen Het draakje Grumpf, Het Smurfentreintje, De Luilaksmurf heeft slaap, De Brandweersmurfen en Een mol bij de Smurfen.
Het album werd voor het eerst uitgegeven in 2012 bij Standaard Uitgeverij, die de rechten heeft over de Nederlandse vertalingen van de reeks. De uitgeverij verving hiermee het album Een kusje voor de Smurfin van de voormalige uitgever Cartoon Creation. Het titelverhaal werd vervangen door Het draakje Grumpf, dat eerder in Babysmurf wil een beer verscheen. Hierdoor bevat Luilaksmurf heeft slaap dezelfde verhalen als het Franstalige nummer 15, L'Étrange Réveil du Schtroumpf paresseux. Het album kreeg ook dezelfde omslagtekening als zijn Franstalig equivalent.

## Verhalen

### Luilaksmurf heeft slaap
De Smurfen willen Luilaksmurf een poets bakken: ze laten hem geloven dat hij 200 jaar geslapen heeft. Luilaksmurf zoekt een manier om dit ongedaan te maken.

### Het draakje Grumpf
Verlegen Smurf wil een huisdier en vindt een draakje. Het draakje is echter niet geschikt voor een leven in het Smurfendorp.

### Het Smurfentreintje
Knutselsmurf vindt een trein uit. Gargamel ziet er een manier in om de Smurfen recht in zijn huis te lokken.

### De Brandweersmurfen
Enkele Smurfen worden brandweerman, maar hun macht is ontoereikend voor een brand gesticht door Gargamel.

### Een mol bij de Smurfen
Een mol graaft gangen waar de Smurfen en Gargamel niet erg tevreden mee zijn.